# Chiarano
Chiarano är en ort och kommun i provinsen Treviso i regionen Veneto i Italien. Kommunen hade 3 700 invånare (2018).